# Fallacia accidentis
Fallacia accidentis (błąd uwydatniania przypadkowego szczegółu) – jeden z błędów logiczno-językowych. Polega na tym, że w trakcie dyskusji czy argumentacji zwraca się uwagę na cechę nieistotną dla rozważanego zagadnienia, jednocześnie pomijając cechy dla samej dyskusji istotne. Dużą sztuką jest umieć odnaleźć sedno dyskutowanego zagadnienia i nie tracić go z oczu podczas całej dyskusji, pomimo, niejednokrotnie koniecznych, dygresji, oddalających nas od sedna sprawy. 
Przykład: 
Jeden z kolegów skarży się drugiemu: Zdarzyło mi się nieszczęście. Tak pilnowałem swojego ptaka. Co dzień wyjmowałem szybę z prawego okna i wstawiałem do lewego, gdzie jej brakowało, lub na odwrót, a ten łajdak jednak uciekł. Jak to się mogło stać? Na to zatroskany kolega: Zaraz, a jaki to był ptak?